# Strawberry Fields Forever
Strawberry Fields Forever – piosenka brytyjskiej grupy The Beatles, która wydana została na singlu w 1967.
Utwór jest uważany za jeden z najlepszych z dyskografii The Beatles i zaliczany jest do sztandarowych dzieł rocka psychodelicznego.
Choć oficjalnie autorstwo przypisywane jest zarówno Lennonowi, jak i McCartneyowi to utwór Strawberry Fields Forever został w całości napisany przez Lennona. Wielokrotnie dokonywano coverów tej piosenki.
Inspiracją dla Lennona przy pisaniu tego utworu był liverpoolski sierociniec Strawberry Field.
Teledysk do „Strawberry Fields Forever” (oraz do „Penny Lane”) był nagrywany w Knole Park w mieście Sevenoaks.
W 2004 utwór został sklasyfikowany na 76. miejscu listy 500 utworów wszech czasów magazynu Rolling Stone.